# 豷
豷（？—？），妘姓，寒氏，名豷，夏朝東夷伯明氏人，父寒浞，母纯狐氏(一说為玄妻)。
寒浞趁有穷氏首领羿在外打猎时杀害羿的家人，夺取权位，又娶羿妻纯狐氏，生豷、浇二子，把豷封于戈地（今河南中部），把浇封于过（今山东莱州西北）。
少康逃到有虞氏（今河南虞城东北），聚集大批力量，开始复国之战。令其子季杼率有虞氏军隊进攻戈地。季杼至戈地，先行利诱豷，麻痹他，使他丧失警惕性。然后，率领有虞氏軍队突然大舉進攻，殲滅敵軍，豷戰敗被殺，为少康复国创造了有利条件。

## 参阅
- 寒浞
- 纯狐氏
- 寒澆
- 少康中興